# ただ…逢いたくて
「ただ…逢いたくて」（ただ あいたくて）は、EXILEの19枚目のシングル。2005年12月14日にrhythm zoneから発売。

## 概要
前作「EXIT」から4か月ぶりのシングル。「CD+DVD」「CDのみ」の2形態で発売。
「au×EXILE」キャンペーンソングとしてauユーザー向けに着うたフルが無料配信され、「ただ…逢いたくて（au version）」が5000枚限定発売された。
EXILE第二章以降に発売されたベストアルバム『EXILE BALLAD BEST』『EXILE BEST HITS -LOVE SIDE / SOUL SIDE-』『EXTREME BEST』には、ATSUSHI、TAKAHIROによって再録されたバージョンが収録されている。

## 主な記録
オリコン週間シングルランキングでは15枚目のシングル「real world」以来、通算2作目の首位獲得となった。
2024年4月にストリーミング再生が5000万回を記録し、ゴールド認定された。

## 収録曲

### CD
1. ただ…逢いたくて [5:31]
作詞：SHUN / 作曲・編曲：春川仁志
  - KDDI・沖縄セルラー電話「au×EXILE」キャンペーンソング[7]
2. ただ…逢いたくて（Acoustic Version）[5:34]
3. ただ…逢いたくて（Instrumental）

### DVD
1. ただ…逢いたくて（Video Clip）

## 収録アルバム
- ASIA
- EXILE BALLAD BEST（再録）
- EXILE BEST HITS -LOVE SIDE / SOUL SIDE-（再録）
- EXTREME BEST（再録）

## カバー
- K-Ci & JoJo「I just wanna be with you」（2008年）[10]
- COLOR「With you〜Luv merry X'mas〜 」（2008年）のカップリング曲として
- Crystal Kay「ただ…逢いたくて」（2021年）[11]